# 16 محرم
- السبت
- الأحد
- الاثنين
- الثلاثاء
- الأربعاء
- الخميس
- الجمعة

- 2521 يونيو 2025
- 2622 يونيو 2025
- 2723 يونيو 2025
- 2824 يونيو 2025
- 2925 يونيو 2025
- 126 يونيو 2025
- 227 يونيو 2025
- 328 يونيو 2025
- 429 يونيو 2025
- 530 يونيو 2025
- 61 يوليو 2025
- 72 يوليو 2025
- 83 يوليو 2025
- 94 يوليو 2025
- 105 يوليو 2025
- 116 يوليو 2025
- 127 يوليو 2025
- 138 يوليو 2025
- 149 يوليو 2025
- 1510 يوليو 2025
- 1611 يوليو 2025
- 1712 يوليو 2025
- 1813 يوليو 2025
- 1914 يوليو 2025
- 2015 يوليو 2025
- 2116 يوليو 2025
- 2217 يوليو 2025
- 2318 يوليو 2025
- 2419 يوليو 2025
- 2520 يوليو 2025
- 2621 يوليو 2025
- 2722 يوليو 2025
- 2823 يوليو 2025
- 2924 يوليو 2025
- 3025 يوليو 2025

16 المُحرَّم أو 16 المُحرَّم الحرام أو يوم 16 \ 1 (اليوم السادس عشر من الشهر الأوَّل) هو اليوم السادس عشر من أيَّام السنة وفق التقويم الهجري القمري (العربي). يبقى بعده 338 أو 339 يومًا لانتهاء السنة.

## أحداث
- 492 هـ - محاولة دقاق ملك دمشق نجدة أنطاكية المحاصرة من قبل الصليبيين.
- 693 هـ - سلطنة الناصر محمد قلاوون على عرش دولة المماليك في مصر والشام وهي أزهى فترات الدولة المملوكية.
- 855 هـ - جلوس السلطان محمد الثاني على عرش آل عثمان.
- 1101 هـ - القائد البندقي الشهير موروسيني يرفع حصاره عن جزيرة آغريبوز الخاضعة للحكم العثماني بعد 106 أيام من الحصار والقتال الشرس، قتل خلاله 23 ألفا من البنادقة، وقد أطلق البنادقة على القلعة 182 ألف طلقة مدفعية، لكن القلعة ظلت صامدة.
- 1336 هـ - وقوع مدينة بئر السبع في فلسطين بيد قوات الحلفاء خلال الحرب العالمية الأولى.
- 1360 هـ - القوات الألمانية تصل شمال أفريقيا في الحرب العالمية الثانية.
- 1363 هـ - الأحزاب المغربية تفوض حزب الاستقلال المغربي بتقديم مطالب الشعب إلى الملك وإلى المقيم الفرنسي وتطالب بالاستقلال التام.
- 1367 هـ - صدور قرار مجلس الأمن الدولي رقم 181 والداعي إلى تقسيم فلسطين بين العرب واليهود.
- 1369 هـ - ملك مصر فاروق الأول يصدر قرارًا يحل به البرلمان وإجراء انتخابات جديدة.
- 1371 هـ - اغتيال لياقت علي خان، رئيس أول وزارة في باكستان.
- 1390 هـ - بدء انعقاد المؤتمر الأول لوزراء خارجية الدول الإسلامية في جدة.
- 1404 هـ - قيام منظمة الجهاد الإسلامي بتفجير مقر قيادة مشاة البحرية الأمريكية، ومقر سرية فرنسية من المظليين في بيروت إبان الحرب الأهلية اللبنانية، وأسفر التفجيران عن مقتل 239 أمريكيًا و58 فرنسيًا، وكان الفارق بين التفجيرين لا يتعدى بضع لحظات. وأدى هذا التفجير إلى إصدار الرئيس الأمريكي رونالد ريغان قرارًا بسحب المارينز من الأراضي اللبنانية إلى السفن الأمريكية الراسية على الشواطئ.
- 1423 هـ - الفتاة الفلسطينية آيات الأخرس تفجر نفسها في متجر بالقدس الغربية.
- 1424 هـ - اختيار محمود عباس رئيسًا لوزراء السلطة الوطنية الفلسطينية.
- 1427 هـ - حراس المسجد الأقصى يفشلون محاولة تسلل أربعة من المتطرفين اليهود إلى المسجد في ساعات متأخرة من الليل، حيث كانوا يحفرون في مقبرة الرحمة محاولين الوصول إليه.
- 1430 هـ - مجلس حقوق الإنسان يقرر إنشاء بعثة تقصي حقائق للتحقيق في دعاوى ارتكاب مخالفات للقانون الدولي الإنساني قبل وبعد حرب غزة.
- 1433 هـ - المجلس الاستشاري المصري ينتخب في أولى جلساته منصور حسن رئيسًا له، وأبو العلا ماضي وسامح عاشور نائبين له، ومحمد نور فرحات أمينًا عامًا للمجلس.
- 1434 هـ - الجمعية العامة للأمم المتحدة تقر رفع مستوى عضوية فلسطين لدولة مراقب غير عضو في الأمم المتحدة وذلك بأغلبية 138 دولة ورفض 9 دول امتناع 41 دولة عن التصويت.
- 1435 هـ - تفجير انتحاري يستهدف السفارة الإيرانيَّة في بيروت ويُخلّف 23 قتيلًا وفوق مائة جريح.
- 1437 هـ - السعودي رائف بدوي يفوز بجائزة سخاروف لحرية الفكر التي يقدمها البرلمان الأوروبي.
- 1438 هـ - بدء العملية العسكرية لاستعادة السيطرة على مدينة الموصل في شمال العراق من مسلحي ما يعرف بتنظيم الدولة الإسلامية (داعش).
- 1441 هـ - الناخبون التونسيون يتوجهون إلى مكاتب الاقتراع لاختيار الرئيس السابع للجمهورية التونسية بوجود 26 مرشحا، في ثاني انتخابات رئاسية تقام بعد الثورة.
- 1443 هـ -
  - الرئيس التونسي قيس سعيد يصدر أمرًا رئاسيًا بتمديد «التدابير الاستثنائية» التي اتخذها منذ شهر «إلى غاية إشعار آخر».
  - الجزائر تعلن قطع علاقاتها مع المغرب، والأخيرة تصف الخطوة بغير المبررة.

## مواليد
- 575 هـ - ابن باطيش، عالم مسلم وفقيه وكاتب ومدرس عراقي.
- 888 هـ - ظهير الدين بابر، مؤسس سلطنة مغول الهند والسلطان الأول.
- 1052 هـ - سليمان الثاني، السلطان العثماني العشرون.
- 1318 هـ - عامر السيد عثمان، شيخ القراء في مصر وعالم القراءات.
- 1346 هـ - ثروت أباظة، روائي مصري.
- 1352 هـ - أحمد شفيق، جراح مصري.
- 1357 هـ - موفق بهجت، مغني سوري.
- 1362 هـ - إبراهيم الدسوقي شتا، أستاذ دراسات شرقية ومترجم مصري.
- 1366 هـ - سونيا غاندي، سياسية هندية وأرملة رئيس الوزراء الهندي راجيف غاندي.
- 1368 هـ - أحمد مساعد، ممثل كويتي.
- 1384 هـ - صلاح الدين دروزة، قائد عسكري وسياسي فلسطيني في حركة المقاومة الإسلامية حماس.
- 1403 هـ - ناصر البلوشي، ممثل كويتي.

## وفيات
- 431 هـ - إدريس المتأيد بالله، ثاني حكام طائفة مالقة.
- 1366 هـ - شكيب أرسلان، كاتب وأديب ومفكر لبناني.
- 1371 هـ - لياقت علي خان، رئيس أول وزارة في باكستان.
- 1378 هـ - محمد جميل الشطي، عالم مسلم وقاضي وصوفي وشاعر سوري.
- 1398 هـ - هواري بومدين، الرئيس الأسبق الجمهورية الجزائرية.
- 1401 هـ - محمود خليل الحصري، مقرئ للقرآن.
- 1402 هـ -
  - محمد المرزوقي، أحد أعلام النهضة الأدبية في تونس.
  - محمد علي دبوز، رجل دين إباضي جزائري.
- 1415 هـ - الجيلالي الفارسي، فقيه ومصلح جزائري.
- 1418 هـ - عبد الله خريبط، ممثل ومسرحي ومخرج كويتي.
- 1420 هـ - عثمان أحمد عثمان، مهندس وسياسي مصري ومؤسس شركة المقاولون العرب.
- 1423 هـ - آيات الأخرس، استشهادية فلسطينية.
- 1433 هـ -
  - عمر بن أحمد بادحدح، أحد أعلام العمل الدعوي والخيري في السعودية.
  - أحمد شفيق بهجت، كاتب مصري.
- 1439 هـ - محمود إبراهيم سلامة، خطاط مصري.
- 1443 هـ - حسين حبري، رئيس جمهورية التشاد (1982 - 1990).

## وصلات خارجية
- موقع قصة الإسلام: حدث في شهر محرم.